# Авива Стейдиъм
Авива Стейдиъм (ирландски: Stadium Aviva) е стадион в Дъблин, Република Ирландия.
Има капацитет от 51 700 седящи места.
Стадионът е построен на мястото на стария Ленсдаун Роуд, разрушен през 2007. През 2009 г. застрахователната компания Авива Груп взима правата върху името за период от 10 години..
„
Официално е открит на 14 май 2010 г. Първият футболен мач на „Авива Стейдиъм“ е между Манчестър Юнайтед“ и сборен отбор на Ирландската лига. „Юнайтед“ печелят със 7:1, като Парк Джи-сун отбелязва първия гол.
Съоръжението е първото и единственото в Ирландия с категория 5 звезди на УЕФА. През 2011 г. приема финала на Лига Европа между отборите на „Порто“ и „Спортинг“ Брага, който завършва 1:0 в полза на Порто.